# Chaptelat
 Chaptelat  (en occitano Chaptalac) es una población y comuna francesa, situada en la región de Lemosín, departamento de Alto Vienne, en el distrito de Limoges y cantón de Nieul.

## Demografía
| 636 | 564 | 612 | 943 | 1288 | 1465 | 1644 |
| Para los censos de 1962 a 1999 la población legal corresponde a la población sin duplicidades (Fuente: INSEE [Consultar]) |     |     |     |      |      |      |